# Księstwo pszczyńskie
Księstwo pszczyńskie (niem. Fürstentum Pleß) – jedno z dawnych księstw śląskich ze stolicą w Pszczynie, początkowo w granicach księstw: opolsko-raciborskiego (do 1281), raciborsko-rybnickiego (1281–1336), opawsko-raciborskiego (1336–1449), rybnickiego (1449–1480) i cieszyńskiego, od 1517 wolne państwo stanowe, rządzone przez książąt pszczyńskich i wolnych panów stanowych bez tytułu książęcego, którzy w Sejmie Śląskim zasiadali w kurii książęcej.
Od XII w. ziemia pszczyńska była w posiadaniu Piastów opolsko-raciborskich, od 1327 jako lenno królów czeskich. W 1336 przeszła we władanie opawskiej linii Przemyślidów. Niezależnymi władczyniami księstwa pszczyńskiego, wydzielonego z władztwa opawsko-raciborskiego, były Helena Korybutówna (w latach 1424–1449) i jej synowa Barbara Rokemberg (1452–1462). W 1480 władzę nad tym terytorium przejęli Piastowie cieszyńscy.
Po 1517 księstwo pszczyńskie jako wolne państwo stanowe, samodzielne pod względem administracyjnym i politycznym, rządzone było przez przedstawicieli rodów magnackich Turzonów i Promnitzów oraz dynastii askańskiej z linii Anhalt-Köthen i Hochbergów. Według stanu w 1740 w skład państwa pszczyńskiego wchodziły 4 miasta (Pszczyna, Bieruń Stary, Mikołów i Mysłowice) oraz 96 wsi. W 1742 terytorium znalazło się w granicach Królestwa Prus.
Do połowy XIX w. władcy pszczyńscy posiadali pełnię władzy politycznej, administracyjnej i sądowej w swoim państwie, natomiast w drugiej połowie stulecia w wyniku przemian polityczno-społecznych utracili ją, a wolne państwo stanowe przekształciło się w rodzaj koncernu przemysłowo-rolniczego. W 1922 księstwo pszczyńskie w wyniku plebiscytu zostało włączone do Rzeczypospolitej Polskiej. W latach 1939–1945 ziemie dawnego księstwa pszczyńskiego znalazły się w granicach III Rzeszy, a w 1945 – Polski.

## Historia
Początkowo ziemia pszczyńska była częścią Małopolski i kasztelanii oświęcimskiej. W 1178 książę krakowski Kazimierz II Sprawiedliwy podarował ją księciu raciborskiemu, Mieszkowi I Plątonogiemu, który przyłączył ją do swoich ziem. Leszek raciborski zdecydował się w 1327 do złożenia hołdu lennego Janowi Luksemburskiemu, królowi Czech (tytułującemu się również królem Polski). Następnie księstwo było rządzone przez czeskich Przemyślidów. Na lata 1424–1449 przypada panowanie księżnej Heleny Korybutówny, bratanicy polskiego króla Władysława Jagiełły, która otrzymała ziemię pszczyńską (wraz z Pszczyną, Mikołowem, Bieruniem i Mysłowicami) w dożywotnie użytkowanie od swojego męża Jana II Żelaznego.

### Państwo stanowe
W trakcie zamieszania politycznego związanego z zajęciem Śląska przez Macieja Korwina okręgiem pszczyńskim zawładnął Kazimierz II cieszyński. Aby ugruntować swoje panowanie w Pszczynie, książę Kazimierz zabiegał o prawne uregulowanie swojego władztwa, co uprawomocnił dokument króla Władysława Jagiellończyka wystawiony w Budzie 28 sierpnia 1500 roku. W 1517 książę Kazimierz II sprzedał państwo pszczyńskie żupanowi spiskiemu, Aleksemu Thurzonowi. W dokumencie sprzedaży, wystawionym w języku czeskim we Frysztacie 21 lutego 1517, wymieniono oprócz zamku i miasta Pszczyna oraz 3 miasteczek (Bieruń, Mysłowice, Mikołów) również 50 wsi należących wówczas do komory pszczyńskiej, mianowicie: Jankowice, Woszczyce, Międzyrzecze, Bojszowy, Brzozówkav Wieze, Wola, Miedźna, Grzawa, Rudołtowice, Goczałkowice, Łąka, Wisła Wielka, Pawłowice, Zgoń, Brzeźce, Poręba, Stara Wieś, Czarków, Radostowice, Piasek, Studzionka, Szeroka, Krzyżowice, Warszowice, Kryry, Suszec, Kobiór, Wyry, Łaziska Dolne, Łaziska Górne, Smiłowice, Ligota, Stara Kuźnica, Zarzecze, Podlesie, Piotrowice, Tychy, Wilkowyje, Paprocany, Cielmice, Lędziny, Brzęczkowice, Brzezinka, Zabrzeg, Porąbka, Studzienice, Roździeń, Bogucice, Jaźwce, Dziećkowice.
Aleksy Thurzo sprzedał je następnie swemu bratu, baronowi Janowi Thurzo. Nowy pan pozbył się należących do dóbr pszczyńskich następujących osad: Mysłowic, Roździenia i Dziećkowic. Kupił je patrycjusz krakowski Stanisław Salomon z Benedyktowiczów. Resztę ziemi pszczyńskiej nabył tolerancyjny dla protestantyzmu biskup wrocławski Baltazar von Promnitz z Żar. Tak więc od roku 1548, za zgodą Ferdynanda I Habsburga (króla Czech i Węgier w latach 1526–1564), państwo pszczyńskie stało się dziedziczną własnością rodziny Promnitzów aż do roku 1765.
Za rządów bratanka biskupa Promnitza – barona Karola von Promnitza – wprowadzono oficjalnie luteranizm. Niekiedy, jak przyznają sami historycy protestanccy, działano w tej materii, uciekając się do przymusu, zwłaszcza po 1555 r., w którym ogłoszono w Augsburgu zasadę cuius regio, eius religio („czyja władza, tego religia”). W 1592 r. Abraham von Promnitz ogłosił tak zwany porządek kościelny dla ziemi pszczyńskiej, utwierdzający luteranizm na ziemi pszczyńskiej i jednocześnie regulujący warunki socjalne i organizacyjne luteran na tym terenie. W tym samym roku według sprawozdania z wizytacji kościelnej dekanatu pszczyńskiego większość kościołów znajdowała się w rękach protestantów.

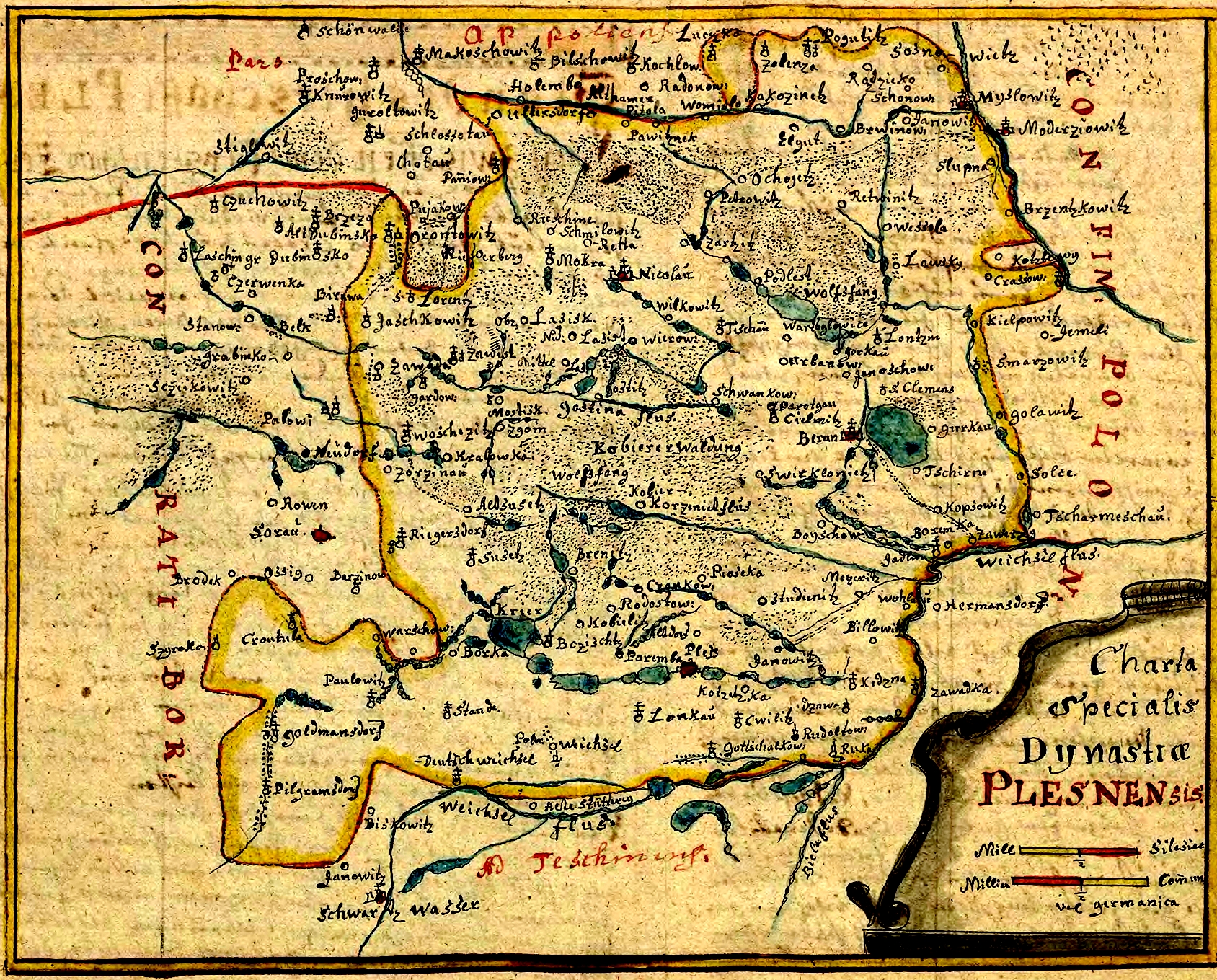
XVIII-wieczna mapa Księstwa

### Księstwo pszczyńskie w latach 1765–1847
Do 1765 r. ziemia pszczyńska pozostawała państwem stanowym (niem. Freie Standesherrschaft). W wyniku wojny o sukcesję austriacką (1741–1761) większa część Dolnego i Górnego Śląska przypadła Prusom. Władzę w pszczyńskim państwie stanowym pozostawiono jednak w rękach lokalnych książąt. W 1765 Pszczynę odziedziczyli spokrewnieni z rodziną von Promnitz książęta Anhalt-Cöthen.

### Książęta von Hochberg

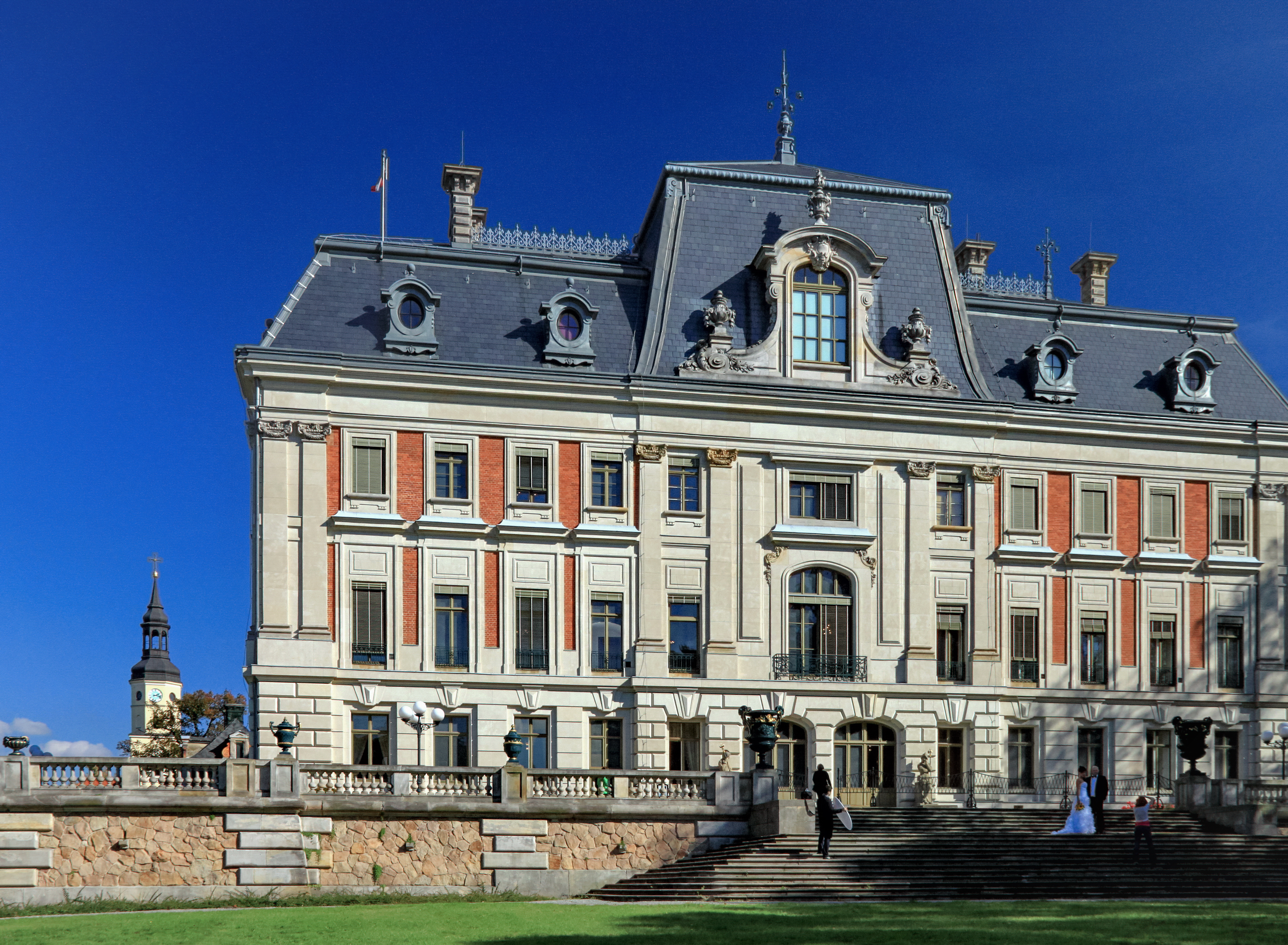
Pałac w Pszczynie – dawna siedziba książąt pszczyńskich

Ostatni z książąt Anhalt-Cöthen zmarł w 1847, przekazując księstwo swojemu krewnemu Janowi Henrykowi X, który zapoczątkował linię Hochbergów z Pszczyny (Hochberg von Pless). Od 1850 r. księstwo pszczyńskie stało się własnością dziedziczną tego rodu z nadania króla pruskiego. Syn Jana Henryka X – Jan Henryk XI – panował od roku 1855 do swej śmierci w 1907 r.
W latach 1907–1938 księciem pszczyńskim tytułował się Jan Henryk XV, ożeniony z brytyjską arystokratką Marią Teresą Oliwią Cornwallis-West (zwaną Daisy), z którą mieszkał na zamku Książ (niem. Schloss Fürstenstein). Przed I wojną światową Jan Henryk XV i Daisy prowadzili bardzo wystawny styl życia, na co pozwalała im olbrzymia fortuna von Hochbergów – dzięki posiadanym kopalniom, hutom, elektrowniom, cementowniom i domom handlowym, książęta von Hochberg należeli do najbogatszych i najpotężniejszych rodów w Niemczech. Księżna Daisy chętnie zajmowała się działalnością charytatywną. Ufundowała sierociniec, przychodnię dla pracujących matek i szkołę dla ubogich dziewcząt. Podczas I wojny światowej pomagała rannym żołnierzom w szpitalu polowym.
Pruski rząd dążył do germanizacji Polaków zamieszkujących księstwo pszczyńskie. W 1829 Polacy stanowili 94,3% ludności Pszczyny. Księstwo zamieszkiwało 86% ludności polskiej do 1867. W plebiscycie 20 marca 1921 ponad 75% ludności opowiedziało się za przyłączeniem ziemi pszczyńskiej do odrodzonej II Rzeczypospolitej, choć w samej Pszczynie zwyciężyła opcja pozostania przy Niemczech. Od tego momentu księstwo pszczyńskie przestało istnieć. Mimo to von Hochbergowie nadal używali tytułu książąt pszczyńskich, pozostając w posiadaniu pszczyńskich dóbr rodzinnych wraz z zamkiem Książ aż do 1945. W 1922 Jan Henryk XV przyjął obywatelstwo polskie.
W 1923 r. księżna Daisy rozwiodła się z Janem Henrykiem XV, który ożenił się ponownie z młodą arystokratką hiszpańską, Klotyldą Silva y Candanamo w 1926. Po śmierci Jana Henryka XV, w 1938, dobra rodzinne przejął jego najstarszy syn Jan Henryk XVII, obywatel Polski, ostatni książę pszczyński. Po II wojnie światowej dobra książąt pszczyńskich zostały znacjonalizowane.